# Jacques de Lapparent
Pour les articles homonymes, voir Famille Cochon.
Jacques Cochon de Lapparent est un géologue, pétrographe et minéralogiste français né le 5 avril 1883 à Paris, où il est mort le 18 mai 1948. Membre correspondant de l'Académie des sciences en 1936, il est particulièrement connu pour ses travaux sur les bauxites et sur les argiles. Il est l'auteur d'un traité — Les Leçons de pétrographie — qui a fait autorité pendant 30 ans. 
Fils du géologue Albert de Lapparent, frère du peintre Paul de Lapparent, père de l'acteur Hubert de Lapparent et oncle du géologue et paléontologue Albert-Félix de Lapparent, il est le lointain descendant du conventionnel Charles Cochon de Lapparent, ministre de la police générale sous le Directoire.

## Biographie
Les principaux éléments biographiques sont tirés de Jean Jung et de Christian Montenat. Le père de Jacques était Albert Auguste Cochon de Lapparent (1839-1908), polytechnicien corpsard des Mines, professeur de géologie à l'École des mines de Paris puis à l'université catholique de Paris ; membre de l'Académie des sciences dès 1897, il fut brièvement en 1907 secrétaire perpétuel pour les sciences physiques, chimiques et naturelles. Sa mère était Adèle Lucie Chenest, issue d'une famille d'industriels ardennais. Jacques de Lapparent entreprend des études en classes préparatoires en vue d'intégrer l'École polytechnique, mais préfère finalement rejoindre la Sorbonne où il suit les cours de géologie d'Ernest Munier-Chalmas. Parallèlement, il recueille les ultimes enseignements de Ferdinand Fouqué au Collège de France et s'initie aux techniques du microscope polarisant au laboratoire de minéralogie du Muséum national d'histoire naturelle alors animé par Alfred Lacroix. Titulaire d'une licence en 1902, il entre comme « préparateur » au laboratoire de minéralogie de la Sorbonne dirigé par Frédéric Wallerant qui lui propose un sujet de thèse sur les porphyroïdes françaises. Sa carrière scientifique commence alors et durera jusqu'à son décès en 1948.
En 1906, il épouse Marcelle Sainte-Claire Deville, petite fille du chimiste Henri Sainte-Claire Deville et du géologue Charles Sainte-Claire Deville ; ils auront dix enfants de 1907 à 1925, dont l'un, Claude, fera une brillante carrière de géologue pétrolier.

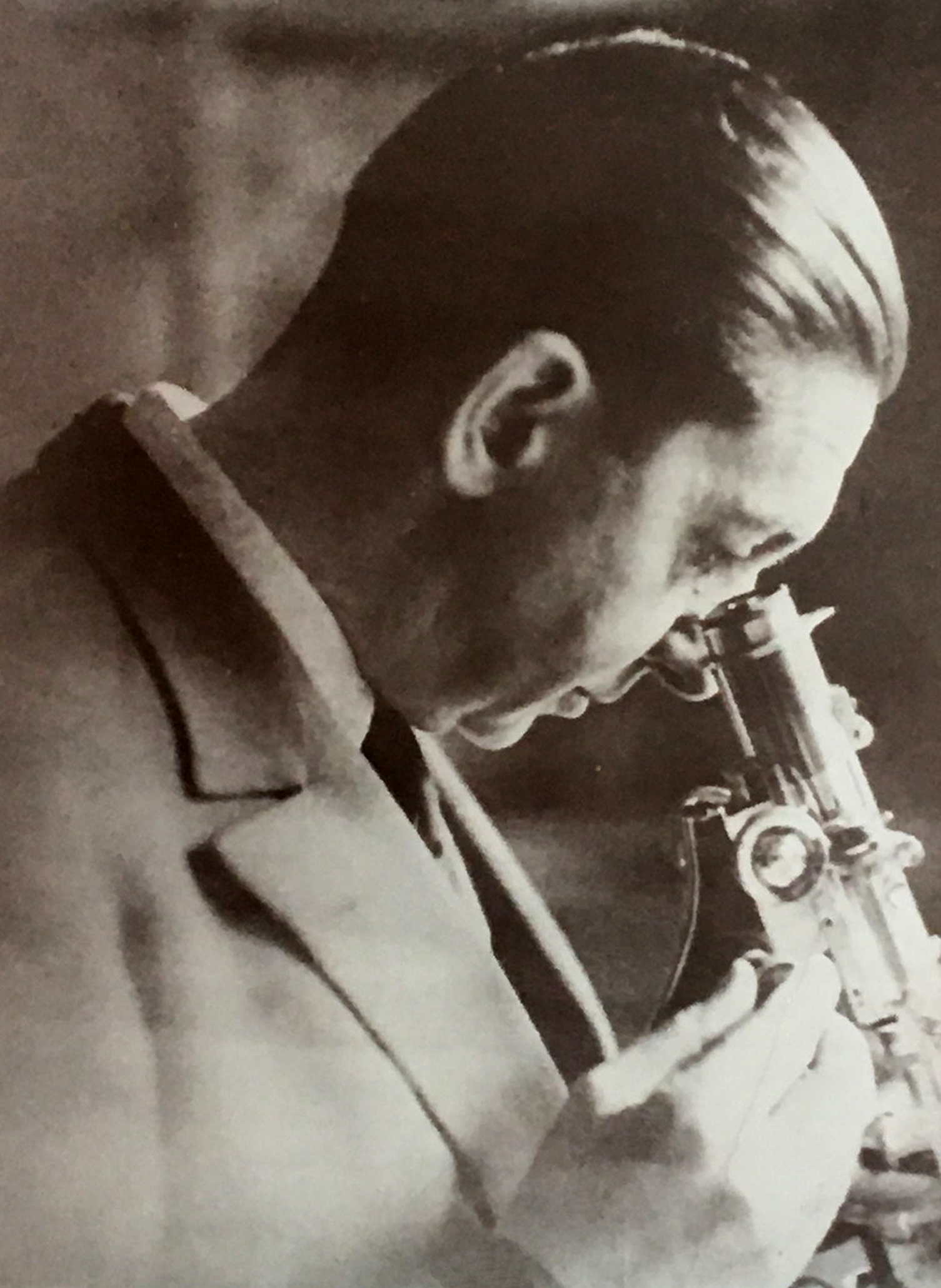
Jacques de Lapparent au début des années 1920, observant une lame mince de roche au microscope polarisant.

## Une carrière en « zigzag »
Grand amateur de Rodolphe Töpffer , inventeur suisse de la bande dessinée, auteur des Voyage en zig zag, Jacques de Lapparent eut un parcours professionnel en effet assez chaotique en raison des évènements qui ont bouleversé l'Europe au cours de la première moitié du XXe siècle. Docteur ès sciences en 1909, il rejoint comme chef de travaux pratiques le laboratoire de géologie et minéralogie de l'École des mines de Paris dirigé par Pierre Termier, mais il ne s'intéresse pas particulièrement aux grandes structures tectoniques tant prisées par son directeur. En octobre 1913, il est nommé maître de conférences (professeur de 2e classe d'aujourd'hui) à l'université de Lille ; en août 1914, alors qu'il est en vacances avec sa famille au Pays basque, Lille est coupée du reste de la France par l'offensive allemande. Brièvement mobilisé, il est libéré de toute obligation militaire à la naissance de son 6e enfant (Odile) en 1915. Il est alors accueilli au Collège de France par Lucien Cayeux et découvre la pétrographie sédimentaire. En 1919, le traité de Versailles rend l'Alsace à la France et l'université de Strasbourg aux Français ; il fallait désigner, en Sciences de la Terre, des personnalités qui fussent à la hauteur de leurs prédécesseurs allemands au premier rang desquels comptait Harry Rosenbusch. C'est ainsi que Maurice Gignoux accède à la chaire de géologie et Georges Friedel à celle de minéralogie ; une chaire de pétrographie est créée pour Jacques de Lapparent. Cette chaire fusionnera avec celle de minéralogie au départ de Friedel en 1930. C'est à Strasbourg que Jacques de Lapparent réalise la plus grande part de son œuvre scientifique ; cette implantation alsacienne a été durable, car ses trois derniers enfants (sur dix) sont nés dans celle ville, ainsi que 9 de ses 37 petits enfants (parmi lesquels 3 géologues sont comptés). En 1937, il tente de revenir à Paris, candidat à la création d'une chaire de pétrographie au Collège de France ; mais le projet de Paul Fallot - « Géologie méditerranéenne » - lui sera préféré. C'est de nouveau la guerre qui le contraint à quitter les locaux de la rue Blessig. Alors que la plupart de ses collègues strasbourgeois gagnent Clermont-Ferrand où l'université de Strasbourg est regroupée, il est chargé d'assurer les cours de pétrographie à la Sorbonne, en remplacement d'Albert Michel-Lévy empêché par les lois raciales de l'État Français. En 1942, Jacques de Lapparent se rend en Algérie pour y étudier certains gisements de latérites et d'argiles à foulons ; le débarquement allié en Afrique du Nord du 8 novembre 1942 lui interdit de revenir en métropole ; considéré comme "évadé de France", son salaire est suspendu (son épouse, restée à Paris avec ses enfants Hubert, Claude et Denise, sera alors soutenue financièrement par la Société Péchiney qui sera remboursée à la Libération). Il ne reviendra en France qu'en 1945, retrouvant son poste à Strasbourg cependant qu'Albert Michel-Lévy retrouvait le sien à la Sorbonne. Ce dernier a pris sa retraite en 1946 et Jacques de Lapparent lui succéda, échangeant la belle chaire strasbourgeoise contre un emploi de "professeur sans chaire" au laboratoire de géologie alors dirigé par Charles Jacob, assurant parallèlement un enseignement de pétrographie à l'École Centrale. Stanislas Goldsztaub lui succéda à Strasbourg. Jacques de Lapparent n'eut guère le loisir de profiter de sa nomination dans la capitale, puisqu'il disparut le 18 mai 1948.

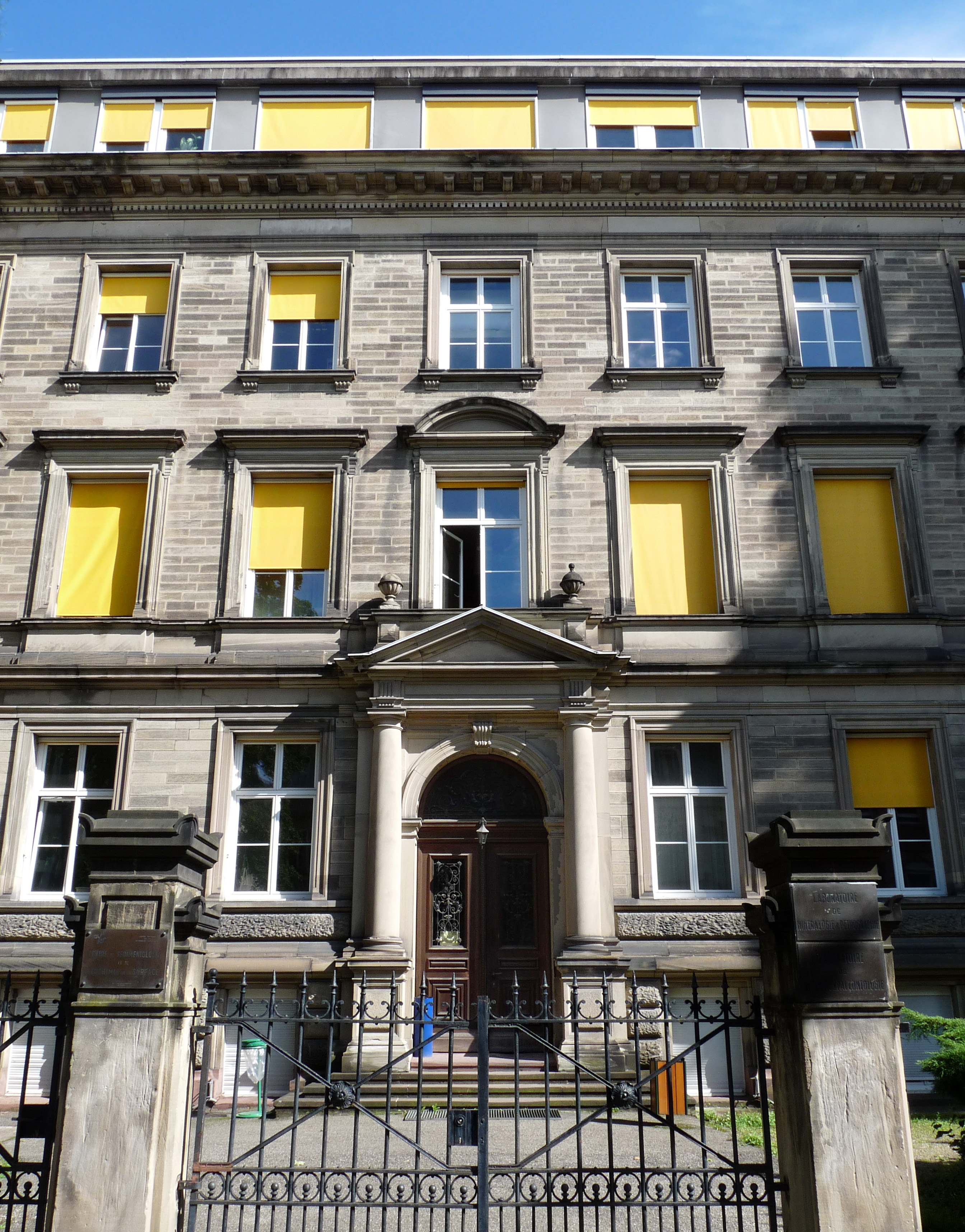
Le laboratoire de Strasbourg, 1 rue Blessig, construit par Max Issleiber entre 1887 et 1890 (sauf le 3e étage qui date de 1965). Titulaire de la chaire de pétrographie, Jacques de Lapparent travailla ici de 1919 à 1939 puis en 1946, avant de remplacer Albert Michel Lévy à la Sorbonne.

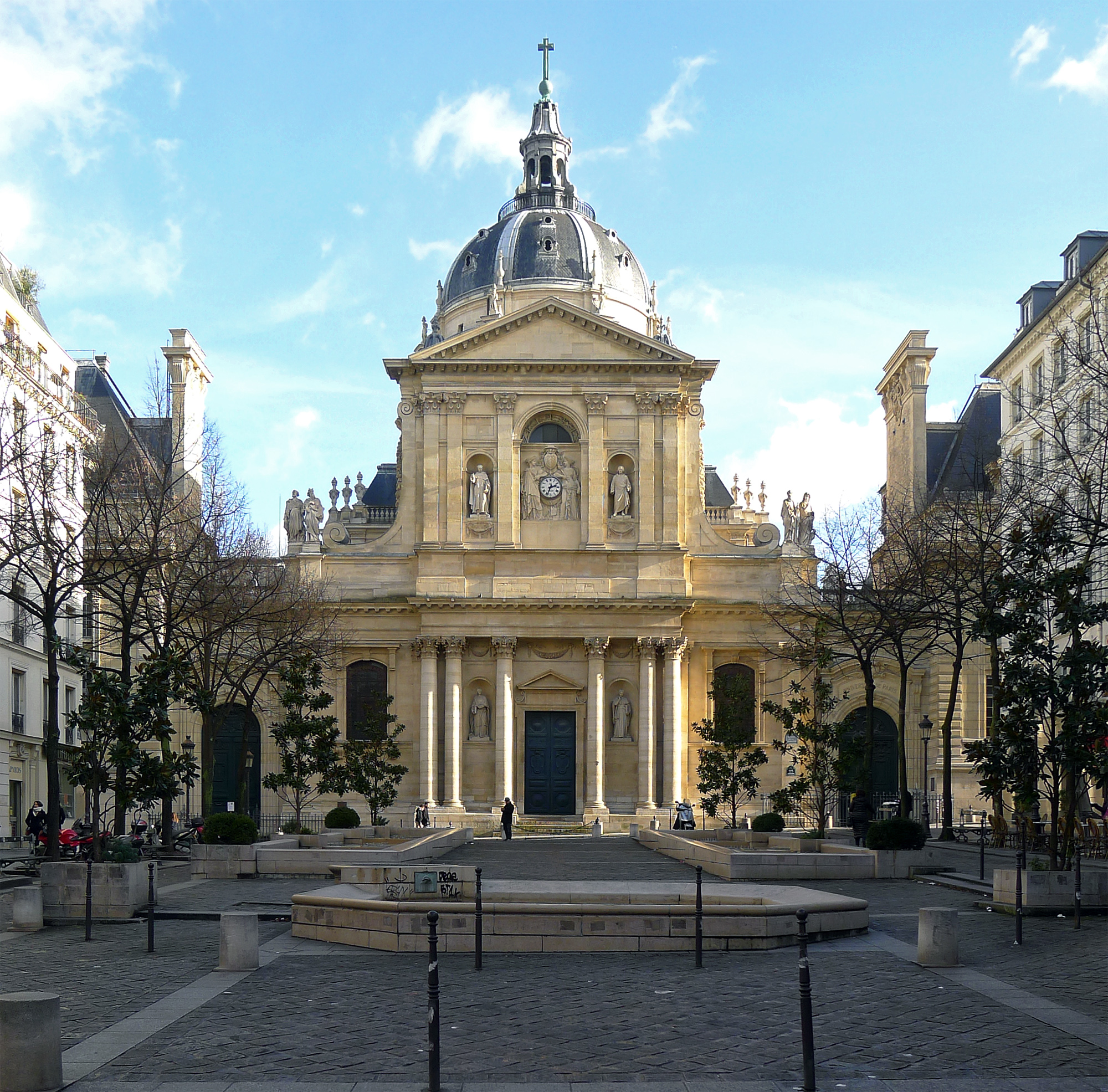
La Sorbonne à Paris, ultime affectation de Jacques de Lapparent.

## L'œuvre scientifique de Jacques de Lapparent
Très éclectique sur le plan artistique (théâtre, peinture, musique, architecture), Jacques de Lapparent l'était aussi dans ses activités scientifiques. Finalement, presque tout l'intéressait en géologie ; c'est pourquoi il aborda des sujets très divers au fil des circonstances. Homme de terrain, expert du microscope polarisant, il maîtrisait aussi les techniques de l’analyse chimique des matériaux qui lui furent enseignées par Monsieur Michel à Paris ; il profita aussi largement des compétences de François Raoult, ingénieur chimiste "essayeur des monnaies", qui réalisa aussi la plupart des analyses d’Alfred Lacroix. Dès la fin des années 1920, à Strasbourg, il utilise l’analyse des poudres aux rayons X grâce à son assistant Raymond Hocard qui avait développé une chambre Debye-Scherrer au laboratoire de minéralogie. Il était également capable d'interpréter les analyses thermiques des minéraux argileux grâce aux conseils de son jeune confrère Jean Wyart. Il était donc parfaitement armé pour faire progresser les connaissances dans les domaines qu'il avait choisis. On peut retenir 4 directions principales le long desquelles il a mené des efforts prolongés.

### La pétrographie des roches ignées et métamorphiques
Au début de sa carrière, et notamment au cours de l'élaboration de sa thèse de doctorat (thèse d'État à l'époque), Jacques de Lapparent s'est entièrement consacré aux roches auxquelles sa formation le destinait à s'intéresser en priorité : les roches ignées. Les « porphyroïdes françaises », objet de sa thèse, roches au demeurant assez peu enthousiasmantes (ce sont in fine des microgranites affectés à des degrés divers par des déformations et des recristallisations), sont décrites avec une grande minutie des points de vue minéralogique et textural ; l’auteur tire en particulier de cette étude des arguments en faveur de la mobilité des éléments chimiques, tant au sein même de la roche éruptive qu’à travers son encaissant proche. C’est cette mobilité qu’il défendra ensuite, notamment au cours de ses études sur le gabbro de Saint-Quay-Portrieux et sur les enclaves du granite de La Haya ; dans ces deux sites, il donne un rôle majeur à des « émanations » de pegmatites dans la transformation de magmas gabbroïques en diorites dans un cas, en monzonites et en syénites dans l’autre, par des apports notamment d’alcalins et de silice. 
Sa vision, très moderne à l’époque, est de nos jours en bonne partie rendue obsolète par les connaissances actuelles sur l’origine et le comportement des roches éruptives ; ses interrogations sur les possibilités de mélanges magmatiques restent toutefois d’actualité. À la même époque, Jacques de Lapparent consacre un travail magistral au Pic du Midi d'Ossau, vieux volcan stéphano-permien des Pyrénées ; il identifie dôme, filons couches, masses laccolithiques et coulées, ainsi que, à la suite de Bresson, puis de de Romeu, dacites et andésites à orthopyroxène et grenat. Il offre une description minéralogique très détaillée de ces roches qui appartiennent à ce qui est considéré aujourd’hui comme une série calco-alcaline ; ce travail servira de base, 70 ans plus tard, à un modèle de "caldeira" calco-alcaline.
Jacques de Lapparent, à partir de 1914, n’entreprendra plus d’étude détaillée de roches ni d’ensembles éruptifs ou métamorphique, sauf de façon très conjoncturelle. Ainsi, à la suite d’une excursion organisée par Jakob Sederholm en 1931, il consacre un article synthétique au vieux bouclier finlandais dont il souligne la complexité pétrographique et structurale. En 1934, cette fois-ci sous la direction d’Edward Bailey et de Cecil Tilley, il visite les terrains anciens des Highlands et met en relief l’alternance au cours du temps de phases de tension (métamorphisme) et de détente (granitisation). Il reviendra longuement en 1941 sur l’origine des granites en se fondant principalement sur la « logique » des minéraux qui en constituent la part essentielle : les feldspaths dont la structure est caractérisée par la situation tétra-coordonnée des atomes d’aluminium qui jouent alors le même rôle que les atomes de silicium. Sa vision, très intéressante car fondée sur la cristallographie et le problème de la minimisation de l’énergie, pâtit aujourd’hui de la forte influence des concepts métasomatiques qui pesait encore sur ses idées alors qu’aujourd’hui, une part prépondérante est donnée aux phénomènes de fusion crustale et de cristallisation fractionnée dans la genèse des batholites granitiques.
Pour finir, Jacques de Lapparent s’attaque à la minéralogie de roches qu’il a rencontrées à différentes reprises, en petits massifs dans les Pyrénées par exemple, et en enclaves dans les basaltes du Massif central français : les péridotites. De façon imagée, il présente ces roches comme "de l’oxygène compact", par référence à la structure de leurs minéraux essentiels, olivine et spinelle ; la présence de grenat dans certaines péridotites et dans des roches associées ("ariégites") le conforte dans l’idée que des pressions fortes sont intervenues pour provoquer un tassement des atomes d’oxygène, et souligne une "sorte d’opposition génétique" entre roches péridotitiques et roches felspathiques telles que les granites. Il relance ainsi le débat engagé par Alfred Lacroix et qui sera développé plus de 20 ans plus tard,, sur l’origine des péridotites et leurs liens génétiques avec les basaltes. Curieusement, il ne semble pas avoir imaginé la possibilité que les péridotites puissent représenter des matériaux empruntés au manteau supérieur du Globe terrestre, comme les données sismiques de Mohorovicic auraient pu le lui suggérer.

### La pétrographie sédimentaire

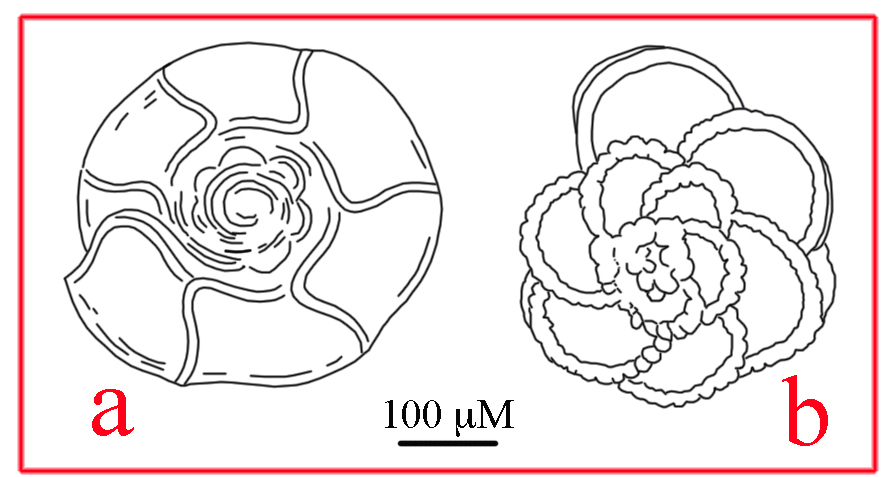
Jacques de Lapparent et les « Rosalines » (maintenant Globotruncana) a) Rosalina (G.) stuarti lapparent, 1918 ; b) G. Lapparenti brotzen, 1936. Dessin de Jules Rhin d’après les auteurs.

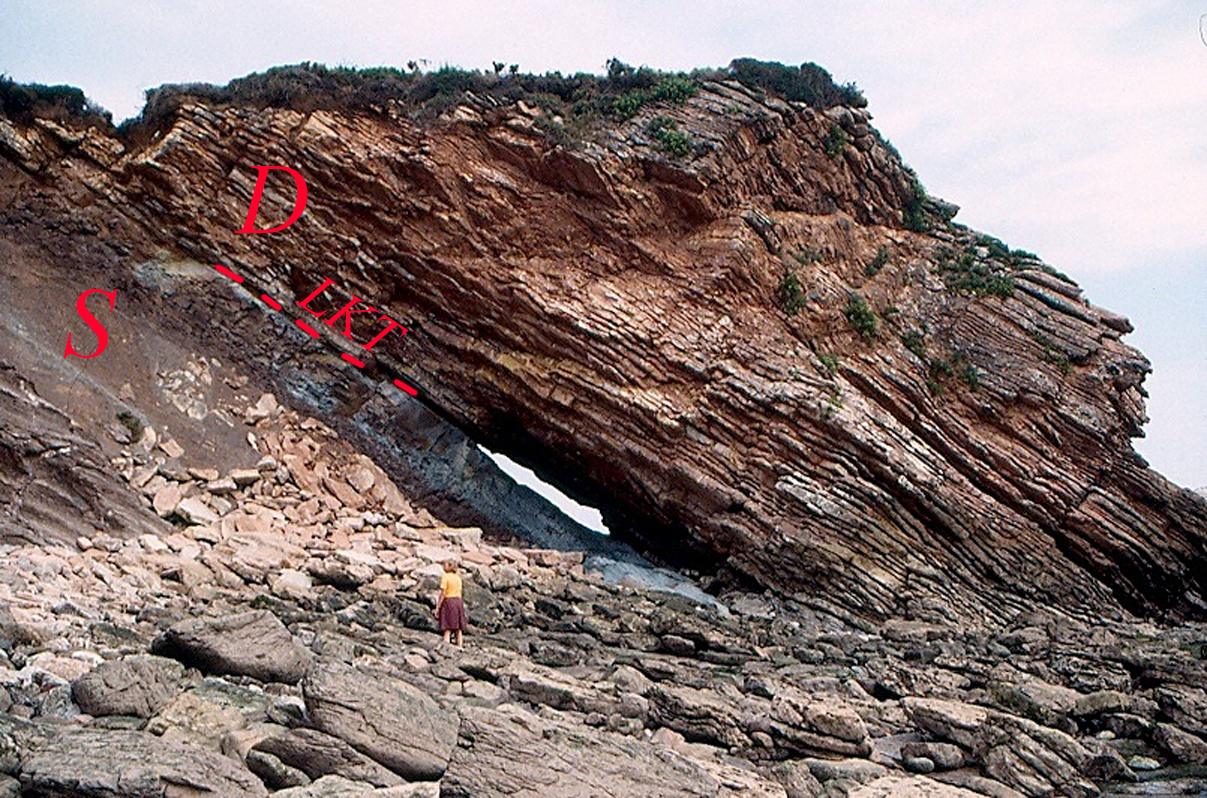
Contact entre le Danien (D) et le Sénonien (S) visible à la Baie de Loia (Hendaye). Le Danien est dépourvu de « Rosalines » alors que le Sénonien en est pétri. Ainsi, selon Jacques de Lapparent, le contact entre ces deux formations « marque l’aurore d’une nouvelle ère ». Ce contact sera identifié plus tard comme la limite KT à iridium. Ce superbe affleurement a disparu en 2005 sous l’ effet de l’érosion côtière.

En 1914, coupé de son laboratoire lillois, Jacques de Lapparent trouve refuge au Collège de France où, en contact permanent avec Lucien Cayeux, il s’intéresse de près à la pétrographie sédimentaire. Il applique à cette discipline ses méthodes d’observation méticuleuse au microscope polarisant et ne tarde pas à mettre en évidence des faits intéressants et nouveaux sur la nature de certaines brèches. Sur des exemples tirés principalement du Crétacé du Pays basque et des Hautes-Pyrénées, ainsi que du Dévonien des Vosges, il montre que nombre de faciès bréchiques sont d’origine sédimentaire et non pas tectonique ; il montre également que les éléments des brèches et le ciment qui les réunit correspondent à des domaines de sédimentation plutôt opposées, les premiers s’étant déposés dans des conditions beaucoup plus hauturières que le second : « c’est la formation marine qui, consolidée à l’état de roche, peut être remaniée dans la formation littorale, tandis que l’inverse n’a jamais lieu ». Il en déduit que (les brèches sédimentaires) « doivent leur origine à un mouvement de la mer agissant, soit positivement en entraînant vers le rivage les sédiments déjà consolidés du large et les mélangeant à la matière des dépôts littoraux, soit négativement en entraînant ces derniers vers le large et fragmentant du même coup les sédiments marins". On sait avec certitude depuis 1929, avec l’observation directe d’un glissement de terrain majeur au large de Terre Neuve, à la suite d'un tsunami, que la seconde solution est la bonne, les « courants de densité » ou de « turbidité » étant une constante liée à la dynamique des bassins. Son approche détaillée de la pétrographie des roches sédimentaires a conduit Jacques de Lapparent à s’intéresser aux microorganismes qu’elles contiennent ; il décrit plusieurs espèces nouvelles (Globotruncana cayeuxi, G. stuarti) et, signe de reconnaissance, plusieurs espèces lui furent dédiées (G. lapparenti Brotzen par exemple). Il a poussé la finesse de ses observations jusqu’à identifier des "œufs" de Globigérines dans les calcaires daniens des environs d’Hendaye et entra en querelle à propos de "prétendus embryons de Lagena". Il fut incontestablement l’un des acteurs du développement de cette jeune science qu’était alors la micropaléontologie. Il mit en particulier en évidence un fait capital qu’il considérait lui-même comme important : la disparition totale des « Rosalines » (c’est le nom qu’il donnait au groupe des Globotruncana) à la limite entre le Crétacé supérieur et l’Eocène, mise en évidence dans la région d’Hendaye (Basses-Pyrénées à l’époque), et en particulier à la Baie de Loia ; « Le Danien marque l’aurore d’une nouvelle ère qui plus tard, dans le cours de ce qu’on nomme l’Éocène, aura ses dépôts caractérisés par des Nummulites ». Cette limite entre les deux systèmes – Crétacé supérieur et Éocène, qui constitue ce qui est appelé aujourd’hui la limite KT (pour Crétacé-Tertiaire), est marquée de par le monde par une forte anomalie en iridium qui est considérée comme la trace laissée par un impact météoritique ; elle est bien identifiée au Pays basque, notamment à Bidart et était parfaitement visible à la Pointe Sainte Anne, déterminant une fissure ouverte qui servit, jusqu’à son éboulement en 2005, de raccourci pour accéder à la Baie de Loia. S’étant pourtant maintes fois glissé dans cette fissure entre Danien et Sénonien (ainsi d’ailleurs que 4 générations de ses descendants !), Jacques de Lapparent ne discerna cependant pas le caractère exceptionnel du niveau sur lequel elle s’était installée, mais constata clairement le changement total de régime sédimentaire entre le Sénonien et le Danien.

### Les bauxites

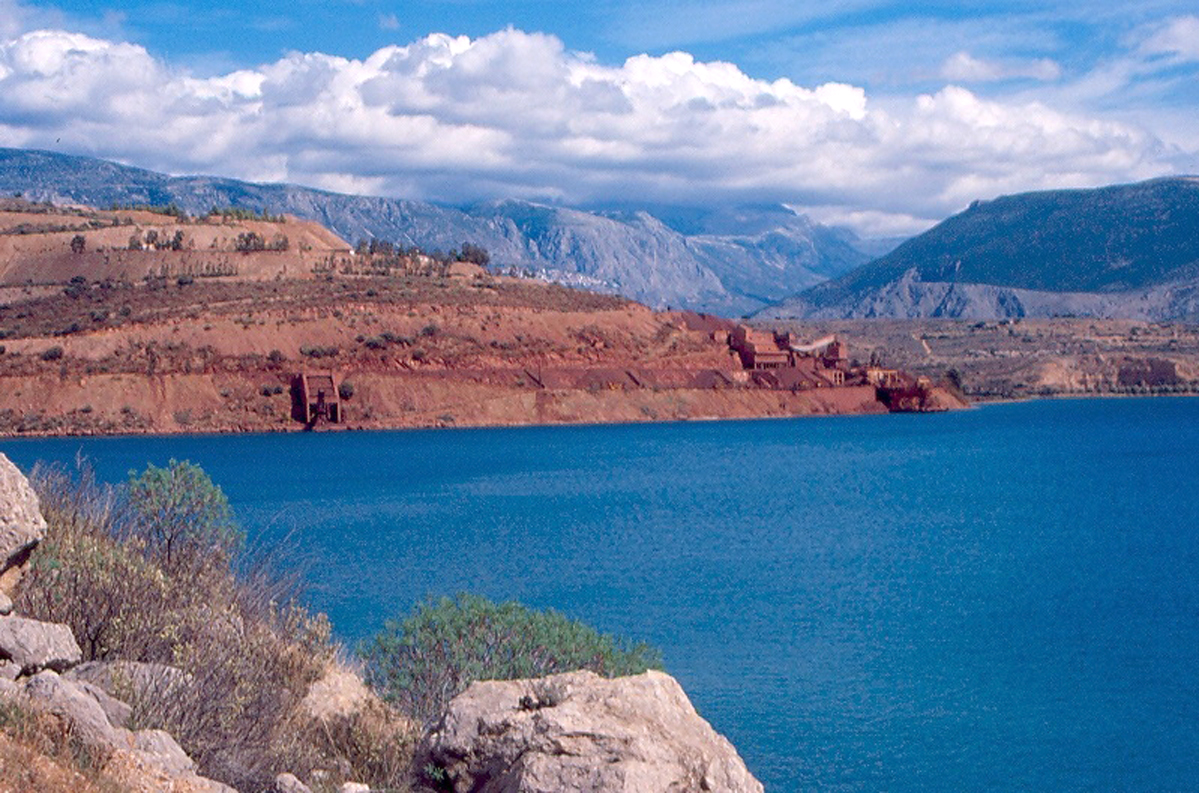
Les bauxites du Parnasse aux environs d’Itea (Phocide, Grèce).

À la fin des années 1920, la bauxite était assez largement exploitée dans le Midi de la France, notamment comme minerai pour produire l’aluminium suivant le procédé électrolytique Héroult qui avait définitivement supplanté le procédé Sainte-Claire Deville ; la société Alfred Rangod Pechiney et Cie était l’un des principaux acteurs de cette exploitation. Reconnue comme produit d’altération en climat tropical, la bauxite était considérée à cette époque comme constituée d’un mélange de produits amorphes ; pour en savoir plus toutefois, la société Pechiney a demandé à Jacques de Lapparent de procéder à une étude minéralogique détaillée de ces matériaux. Grâce à ses très grandes connaissances en optique cristalline, et à l’habilité du technicien du laboratoire de pétrographie de l’université de Strasbourg (Monsieur Wagner), capable de dresser des plaques minces ultrafines (de l’ordre de 20 m d’épaisseur), Jacques de Lapparent eut tôt fait de montrer une composition minéralogique complexe ; il identifie ainsi ce qu’il appelle à l’époque de l’hydrargillite (hydrate d’alumine monoclinique maintenant connu sous le nom de gibbsite), des minéraux argileux (kaolinite et halloysite), des oxydes de fer (hématite et goethite) et du dioxyde de titane (rutile) ; tous ces minéraux se sont formés in situ dans la bauxite, parfois cimentés par un hydrate d’alumine amorphe.
Cet inventaire est complété au fil du temps par le diaspore (une autre variété d’hydrate d’alumine, moins hydratée que la gibbsite), l’anatase (TiO2), et la manganite (hydroxyde de manganèse). Il confirme aussi l’existence, dans certaines bauxites, d’un hydrate d’alumine orthorhombique dont la composition diffère de celle de la gibbsite (il est moins riche en eau) mais est identique à celle du diaspore ; cette espèce, déjà identifiée par Julius Boehm avait été dénommée "bauxite" par cet auteur, nom assez cocasse entraînant des confusions avec la roche qui la contient ; Jacques de Lapparent appelle ce minéral « boehmite », nom qui sera adopté par la communauté internationale. Il se penche naturellement sur les causes de l’existence de plusieurs espèces d’hydrates d’alumine dans les bauxites ; il postule que les bauxites à gibbsite résultent d’une altération superficielle se produisant au-dessus de la nappe phréatique tandis que la boehmite caractériserait plutôt une altération au niveau de la nappe ; enfin le diaspore témoignerait d’une subsidence des matériaux bauxitiques (ou de la montée des isothermes régionaux). L’étude des bauxites métamorphiques de Grèce (les émeris de Samos et de Naxos), lui montre qu’à Samos, le diaspore est le seul hydrate d’alumine présent, accompagné de chloritoïde et de magnétite, tandis qu’à Naxos, le diaspore a disparu au profit du corindon parfois accompagné de disthène et de staurotide.
À cette époque, Jacques de Lapparent apparaît ainsi comme l’un des plus éminents spécialistes de la minéralogie et de la pétrographie des bauxites. Mais il fut aussi un très bon observateur des conditions de gisement de ces roches. Alors que les gîtes des bauxites du sud de la France étaient géologiquement bien connus avant ses propres travaux, il n’en était pas de même des bauxites de Grèce (Parnasse, Delphes, Eubée) situées dans un environnement tectonique compliqué. Faisant preuve de belles qualités d’analyse structurale, Jacques de Lapparent montre que ces bauxites à diaspore peuvent apparaître en couches continues mais aussi en gîtes dispersés remplissant des cavités karstiques, tout comme les bauxites du Midi de la France. En ce qui concerne ces bauxites karstiques (par opposition aux bauxites latéritiques), il restera accroché à l’hypothèse d’autochtonie de Dolfuss, selon laquelle les matériaux dont elles dérivent par altération tropicale sont les argiles de décalcification accumulés sur place (Terra Rossa) ou apportées par des circulations souterraines ; il faut admettre que, sur ce point, il faisait erreur, et que ce type de bauxites résulte plutôt d’un transport éolien de poussières latéritiques piégées dans les cavités des karsts.

### Les argiles

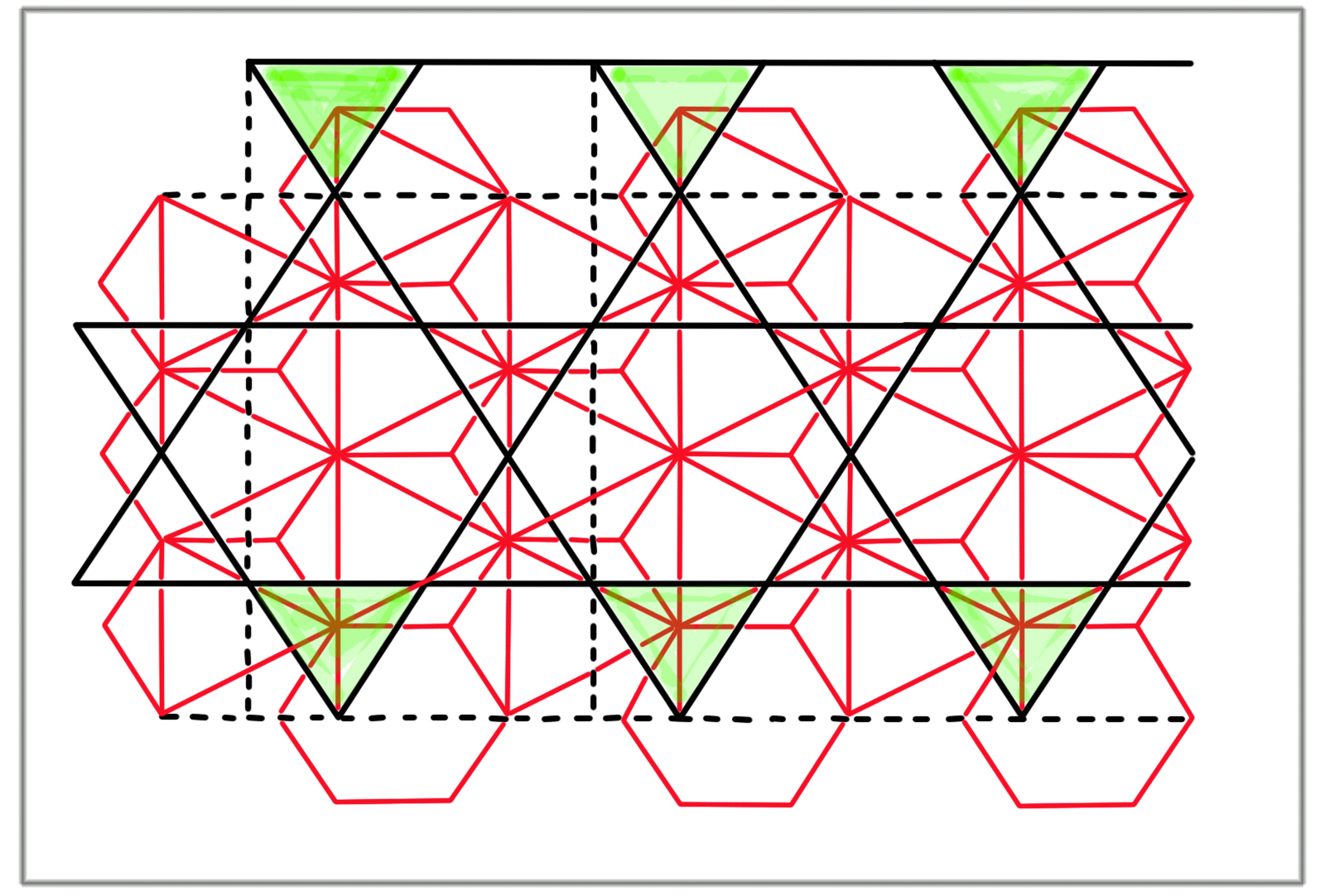
Structure atomique de l'attapulgite d'après de Lapparent (1938). Projection de la couche tétraédrique (en noir) sur la couche octaédrique (en rouge). Les triangles verts représentent les tétraèdres à centre H4. Largeur de l'image: 20 Å environ. Dessin de Jules Rhin

L’étude des bauxites a conduit Jacques de Lapparent à s’intéresser à certaines espèces de minéraux argileux, partie intégrante des assemblages minéralogiques de ces roches. En 1932, il s’est lancé dans une tentative de classification des argiles sédimentaires qui ne peut être réellement considérée comme son chef-d’œuvre. Mais, à partir de 1934, il procède à l’étude détaillée de certaines espèces ou formations argileuses. Il montre ainsi, strictement sur la base de l’observation optique, le caractère mixte de la leverriérite qui résulte de l’interstratification de feuillets de kaolinite et de muscovite, anticipant ainsi sur un concept – celui des interstratifiés – qui prendra après lui une grande importance dans l’étude des minéraux argileux. Son travail sur la localisation des hydrocarbures dans les roches l’amène ensuite à s’intéresser aux « terres à foulon », et d’une façon plus générale aux argiles qui sont amenés à jouer un rôle croissant dans l’exploitation des gisements pétroliers et le traitement des huiles. 
En 1935, il entreprend l’étude comparative des terres à foulon de Mormoiron (Vaucluse) et d’Attapulgis (Georgie, États-Unis), par les méthodes optiques habituelles appuyées sur des analyses chimiques, des clichés de rayons X et des analyses thermiques. Il met en évidence dans ces formations de la sépiolite, mais aussi une phyllite à 10 Å qui présente certaines caractéristiques de la palygorskite ; considérant que la palygorskite est en réalité un mélange de sépiolite et de kaolinite, il préfère considérer comme une espèce nouvelle le minéral qu’il a étudié et qu’il nomme attapulgite. Il réaffirme plusieurs fois cette conviction et s’engage ainsi dans une querelle scientifique à peine courtoise, qui ne sera pas achevée à l’heure de son décès (1948). Plusieurs auteurs, mettent ainsi en doute la pertinence de la définition de l’attapulgite. De fait, l’association internationale pour l’étude des argiles recommande aujourd’hui l’utilisation du terme palygorskite pour définir ce minéral, mais l’usage veut que le mot attapulgite soit conservé pour les gros amas argileux de palygorskite exploités en carrière. Un laboratoire pharmaceutique français a d’ailleurs baptisé d’un nom très proche un pansement intestinal fabriqué à partir des argiles de Mormoiron ! Jacques de Lapparent a aussi apporté des précisions sur la structure et la composition chimique de la montmorillonite ; il a également caractérisé l’origine – à partir de matériaux rhyolitiques – des gisements de montmorillonite et de sépiolite d’Afrique du Nord et s’est lancé dans une discussion précise sur la signification structurale des réflexions observées sur les clichés Debye-Scherrer réalisés sur les divers types de minéraux phylliteux. Il s’est également penché sur les raisons qui conduisent certaines kaolinites à présenter un caractère adsorbant que ne possèdent pas les autres. En bref, Jacques de Lapparent s’est montré, dans ce domaine encore, un véritable précurseur auquel Georges Millot a dédicacé son ouvrage magistral - Géologie des argiles et son adaptation anglaise : I consider him to be the founder of the geochemistry of the formation of clays écrivait-il en 1970.

## Le pédagogue
Plus de dix ans après sa mort, Jacques de Lapparent faisait encore l’objet d’éloges appuyés sur ses qualités d’orateur et d’écrivain. Homme de théâtre (il a contribué à monter plusieurs pièces du répertoire classique à Strasbourg, pour familiariser à nouveau les Alsaciens avec la culture française), il concevait cours et conférences comme des spectacles qu’il jouait devant un auditoire composé non seulement de ses étudiants mais aussi d’un nombre souvent important de collègues et de familiers qui venaient assister à un monologue animé, émaillé de bons mots, apportant souvent de façon lumineuse des solutions à des problèmes minéralogiques et pétrographiques compliqués. Ses écrits sont extrêmement soignés, servis par une langue précise et une démarche scientifique d’une logique remarquable. Il cite généralement ses confrères avec la plus grande courtoisie, excepté dans le cas où ils se seraient montrés trop critiques à son égard. Cette facilité pour la communication, Jacques de Lapparent va l’appliquer à la rédaction d’un gros ouvrage didactique : Les leçons de pétrographie, publié en 1923 sur la base de ses notes de cours. Ce fort volume (500 pages), analysé en détail par Christian Montenat (2008), commence par donner au lecteur une base minéralogique et cristallographique, et en particulier sur l’optique cristalline, qui lui permet d’aborder ensuite les problèmes pétrographiques proprement dits ; il a la particularité rare de présenter tout à la fois les roches ignées, métamorphiques et sédimentaires, avec une foule d’exemples régionaux. Les roches métamorphiques sont toutefois le parent pauvre de l’exposé, faute d’une compréhension claire des relations entre déformations et recristallisations (l’autrichien Bruno Sander et le français André Demay commençaient tout juste à aborder la « structurologie » ou « pétrofabrique »). D’une façon générale, les aspects concernant la genèse des roches sont plutôt négligés, faute d’ailleurs d’hypothèses crédibles à l'époque pour expliquer la formation des roches d’origine profonde ; il présente parfois (parmi d'autres) des idées qui paraissent aujourd’hui cocasse sur l’origine des péridotites, par transformation métasomatique de dolomies et considère les granites comme générés in situ au cours de processus principalement métasomatiques; mais c'était les idées du moment. Jacques de Lapparent avait en projet une nouvelle édition de cet ouvrage, prévue avant la fin des années 1940 ; il avait accumulé des éléments pour la réaliser ; la mort ne lui a pas laissé le temps d’achever cette tâche et nul manuscrit n’a été retrouvé.

## Jacques de Lapparent: un des derniers savants «à l’ancienne»
À sa manière de « touche-à-tout », Jacques de Lapparent laisse une œuvre scientifique très riche, ayant dans chacune de ses directions de recherche, apporté des éléments factuels et théoriques remarquables. En fait, il jouissait de la très grande liberté qui était l'apanage des universitaires de son temps, très peu contraints par les devoirs de l'enseignement et à peu près totalement à l'abri des charges administratives (réservées aux « doyens »), pouvant pratiquer en toute liberté les recherches dans lesquelles ils souhaitaient s’investir. En revanche, les moyens financiers publics attribués à la recherche étaient très faibles et les indemnités de déplacement quasi inexistantes. Jacques de Lapparent s’est fort bien accommodé de cette situation pendant de nombreuses années, prélevant sur une fortune personnelle confortable les moyens qui lui étaient nécessaires pour accomplir sa tâche. Un tournant est négocié au début des années 1930 ; en grande partie ruiné par la banqueroute de la Banque Adam, Jacques de Lapparent se tourne vers les industriels qui prennent en charge les coûts de ses recherches sur les bauxites et les argiles. Moins libre de ses choix, il saura toutefois dans ces nouvelles conditions matérielles, maintenir la très grande qualité de ses observations.

## Distinctions
- Chevalier de la Légion d'honneur (13 juillet 1933)[55]